# 550 př. n. l.

## Události
- Médský král Astyagés (Ištumegu) poražen perským králem Kýrem II. – pád médské říše (vročení nejisté, alternativní rok: 549 př. n. l.)
- Bitva řetězů, bitva mezi Spartou a Arkádií, ve které zvítězila Arkádie.

## Hlava státu
Perská říše:
- Kýros II.

Egypt:
- Ahmose II. (26. dynastie)

Novobabylonská říše:
- Nabonid

Athény:
- Peisistratos

Řím:
- Servius Tullius